# نيكوس أرجيروبولوس
نيكوس أرجيروبولوس (باليونانية: Νίκος Αργυρόπουλος)‏ مواليد 25 مارس 1978 في باتراس، هو لاعب كرة سلة يوناني سابق. بدأ مسيرته الاحترافية في سنة 1996. حمل الرقم 5. يبلغ طوله 6 قدم 2 بوصة (1.9 م). اعتزل اللعب في 2016. لعب مع نادي أولمبياكوس لكرة السلة ونادي أريس لكرة السلة.

## روابط خارجية
- نيكوس أرجيروبولوس على موقع الاتحاد الدولي لكرة السلة (الإنجليزية)
- نيكوس أرجيروبولوس على موقع الدوري الأوروبي لكرة السلة (الإنجليزية)
- نيكوس أرجيروبولوس على موقع كرة السلة الأوروبية.كوم (الإنجليزية)
- نيكوس أرجيروبولوس على موقع ريلجم (الإنجليزية)
- نيكوس أرجيروبولوس على موقع بروبوليرز (الإنجليزية)
- نيكوس أرجيروبولوس على موقع سبورتس رفرنس (الإنجليزية)